# Xavier Roca Ferrer
Xavier Roca i Ferrer (Barcelona, 1949) es un traductor español en lengua catalana, doctor en Filología clásica, notario y escritor español. Además de la novela y la narrativa breve, ha traducido desde el alemán, inglés y francés obras de Horacio, Hans Natonek y David Garrett.

## Obra

### Narrativa breve
- 1993 El cap de Penteu
- 1996 L'home dels miracles
- 2003 L'art i Miss Arkansas

### Novela
- 1994 Els dimonis familiars
- 1998 El cas Petrescu
- 2000 Un cos perfecte

## Premios
- 1993 Premio Josep Pla por El cap de Penteu